# Operating Thetan
Operating Thetan (OT) is volgens Scientology "een staat van volledige spirituele vrijheid" waarin men een "wetende en gewillige oorzaak is van leven, denken, materie, energie, ruimte en tijd". Deze staat wordt volgens de Scientologykerk bereikt door de thetan (ziel) te bevrijden van de beperkende effecten van het fysieke bestaan, inclusief die van vorige levens, door middel van auditeren.
Volgens David Bromley, hoogleraar religieuze studies aan de Virginia Commonwealth University, is OT het hoogst haalbare niveau binnen Scientology: "Je gaat de 'brug naar vrijheid' op door eraan te werken om een 'Operating Thetan' te worden, die op het hoogste niveau de materiële wet overstijgt. Er zijn scientologen die zeggen dat ze de materiële wereld met hun geest kunnen veranderen.”
Bromley en andere geleerden zeggen dat de Scientologykerk het idee van een oude intergalactische beschaving promoot waarin miljoenen wezens werden vernietigd en zogenaamde 'lichaamsthetans' werden, die zich aan mensen vastklampten en meer trauma veroorzaakten.
De Scientologykerk stelt als een doctrine dat een individu bestaat met of zonder lichaam.